# Роман без слов
Роман без слов (англ. Wordless novel, также англ. Novel in woodcuts — букв. «роман-ксилография») — жанр произведений, использующих последовательность изображений без подписей для передачи сюжета, популярный в 1920—1930-х годах.
Авторы жанра использовали неуклюжую эстетику средневековых гравюр по дереву для передачи их ангста и политических идей. Романы без слов также применяли технику немецкого экспрессионизма в кино и театре начала XX века.
Объединяющей тематикой жанра служила социалистическая борьба с капитализмом, в которой персонажей подавляли экономическими и политическими способами. При этом романы без слов имели тенденцию быть мелодраматичными, чётко разделять положительных и отрицательных персонажей и выражать авторское презрение или негодование последними.
Первым романом без слов стали «25 образов страстей человеческих» бельгийского художника Франса Мазереля. Последовал расцвет жанра в Германии и США, пик которого пришёлся на 1929—1931-е годы, — в это время в жанре романа без слов писали Отто Нюкель и Линд Уорд.
В 1930-х годах нацистская пропаганда объявила роман без слов дегенеративным искусством, а нацистское правительство начало преследовать его авторов. После Второй мировой войны цензура в Америке запрещала книги социалистических взглядов, благодаря чему ранние издания романов без слов стали редки в США. В результате появления звукового кинематографа и гонений в 1940-х годах жанр пришёл в упадок.
Интерес начал возрождаться в 1960-х годах в связи с ростом популярности комиксов в США, а в 1970-х годах жанр романа без слов вдохновил американских авторов графических романов, таких как Уилл Айснер и Арт Шпигельман.